# Nesaulax pravivena
Nesaulax pravivena är en stekelart som först beskrevs av Günther Enderlein 1920.  Nesaulax pravivena ingår i släktet Nesaulax och familjen bracksteklar. Inga underarter finns listade i Catalogue of Life.